# Drupa

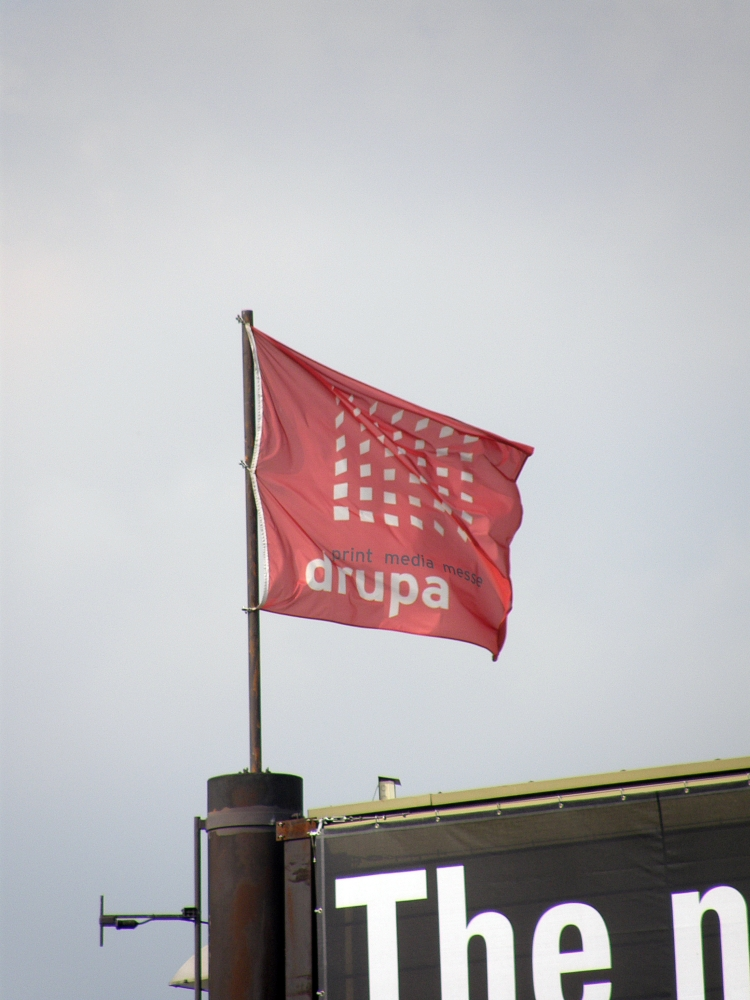
Eine Fahne mit dem Drupalogo

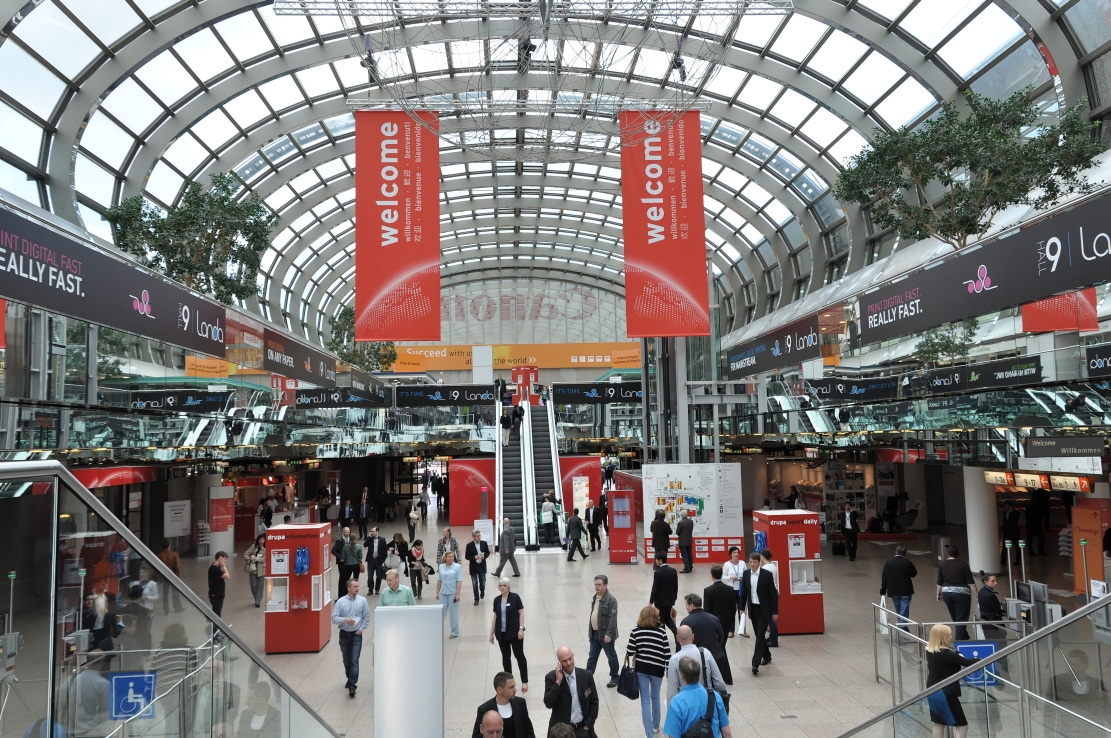
Am Eingang zur Messe 2012

Die drupa (früher auch DRUPA, Abkürzung von Druck und Papier) ist die weltgrößte Messe der Printmedien. Sie gilt als die bedeutendste Leistungsschau der Druck- und Druckmedienindustrie. Die Messe findet seit 1951 alle 4 bis 5 Jahre in Düsseldorf statt (zuletzt vom 28. Mai bis  7. Juni 2024). Die nächste Messe soll vom   9. bis 17. Mai 2028 stattfinden.
Ab 2016 war geplant, die Drupa neu in einem Drei-Jahres-Rhythmus stattfinden zu lassen, also 2019. Dies wurde jedoch noch während der Messe revidiert. Somit hätte die nächste drupa 2020 in Düsseldorf stattgefunden, wurde aber aufgrund der COVID-19-Pandemie zunächst auf den 20. bis 30. April 2021 verschoben und schließlich (bis auf die virtuelle Messe virtual.drupa) ganz abgesagt. Mit Heidelberger Druckmaschinen kündigte einer der größten Aussteller an, auch im Jahr 2021 nicht an der Messe teilzunehmen. 2024 waren Heidelberger Druckmaschinen wieder dabei.
Ausstellungsinhalte
Auf der drupa werden Druck- und Mediavorstufe (Systeme, Geräte, Zubehör), Druckmaschinen (Geräte, Zubehör), Buchbinderei/Weiterverarbeitung (Maschinen, Geräte, Zubehör), Papierverarbeitung (Maschinen, Geräte, Zubehör), Materialien/Verbrauchsartikel und dazugehörige Dienstleistungen angeboten. Daneben gibt es inzwischen zahlreiche Sonderschauen und informative Veranstaltungen wie den „drupa Innovation parc“ und den „cube“; hier werden vor allem Themen des Workflows, der Standards oder ganz allgemein der Auswirkungen der Digitalisierung präsentiert.
Die Angebotsschwerpunkte der drupa 2016 waren Premedia & Print, Post press/converting/packaging, Future technologies sowie Materials und Multichannel. Ergänzt wurde das Angebot durch die Präsentation von Zubehör, Dienstleistungen und Infrastruktur.

## Kennzahlen
| DRUPA-Jahr | Ausstellungsfläche in m² | Besucher aus Ländern | Aussteller aus Ländern | Highlights                                                    | Präsident                      |
| ---------- | ------------------------ | -------------------- | ---------------------- | ------------------------------------------------------------- | ------------------------------ |
| 1951       | 18.450                   | 195.185              | 527 aus 10             | „Original Heidelberger Tiegel“ mit 5000 Druckbogen pro Stunde | Hubert Sternberg               |
| 1954       | 35.000                   | 226.388              | 764 aus 13             | Klischee-Graviermaschine                                      | Hubert Sternberg               |
| 1958       | 43.000                   | 185.936              | 688 aus 13             | Fotosatz                                                      | Hubert Sternberg               |
| 1962       | 48.000                   | 180.483              | 678 aus 16             | Offsetdruck                                                   | Hubert Sternberg               |
| 1967       | 57.785                   | 214.694              | 945 aus 19             | Kreuzleger                                                    | Hubert Sternberg               |
| 1972       | 100.789                  | 268.713              | 958 aus 27             | Kleinoffsetdruck mit 8000 Bogen pro Stunde                    | Kurt Werner                    |
| 1977       | 99.639                   | 284.806              | 1108 aus 22            | UV-härtende Farbsysteme                                       | Kurt Werner                    |
| 1982       | 104.291                  | 293.059              | 1275 aus 29            | Rollenoffsetdruck                                             | Kurt Werner                    |
| 1986       | 122.711                  | 373.656              | 1465 aus 33            | Datenaustausch                                                | Kurt Werner                    |
| 1990       | 126.811                  | 444.214              | 1760 aus 36            | Volldigitalisierte Maschinen und Sekundärsysteme              | Kurt Werner                    |
| 1995       | 142.056                  | 385.098              | 1670 aus 44            | Computer to Plate                                             | Hans-Bernhard Bolza-Schünemann |
| 2000       | 158.875                  | 428.248 aus 171      | 1943 aus 50            | Komplexe „Lösungsanbieter“                                    | Albrecht Bolza-Schünemann      |
| 2004       | 161.000                  | 394.478 aus 127      | 1866 aus 52            | Vernetzung, Book-on-Demand                                    | Albrecht Bolza-Schünemann      |
| 2008       | 175.272                  | 389.993              | 1968 aus 53            | Digitale Technologien, Großformatmaschinen                    | Albrecht Bolza-Schünemann      |
| 2012       | 165.159                  | 314.500              | 1850 aus 52            | Hybrid-Technologie, Nano ink, Printed electronics             | Bernhard Schreier              |
| 2016       | 157.911                  | 260.000 aus 188      | 1837 aus 54            | Druckindustrie 4.0, Inkjetdruckmaschinen                      | Claus Bolza-Schünemann         |

Größter Aussteller ist die Heidelberger Druckmaschinen Aktiengesellschaft. Weitere Aussteller sind unter anderem Eizo, Agfa Graphics, Canon, Hewlett-Packard, Xerox, Konica Minolta, Ricoh, Kodak, Koenig & Bauer, Wohlenberg Buchbindesysteme, Müller Martini, manroland, Kern, Siegwerk Druckfarben, Pitney Bowes und Océ N.V.

## Vergleichbare Messen
Vergleichbare, aber nicht so große Messen sind die IPEX (Großbritannien), All in Print (Shanghai), PRINT (Chicago), Graph Expo and Converting Expo (Chicago), LabelExpo (Brüssel), EmbaxPrint (Brünn), Pack Print International (Bangkok), Security Printing (Ljubljana), Sign & Graphic Imaging (Dubai), Fespa Digital (Europa), Print World (Toronto) und China Print (Peking).

## Geschichte
Vor Beginn des Zweiten Weltkrieges fand die letzte Druck-Fachmesse 1938 im Leipziger Bugra-Haus statt. Ab 1951 startete dann die DRUPA. 1967 wurde sie von Karl Schiller und drupa-Präsident Hubert Sternberg eröffnet. Im Jahr 1972 fand die 6. Internationale Messe Druck und Papier erstmals im neuen Messegelände in Düsseldorf-Stockum statt.
Der Ausländeranteil der Besucher steigerte sich von 20 Prozent (1972) auf 60 Prozent (2012). Bei der Drupa 2012 kamen 613 der Aussteller aus Deutschland und 1.231 aus dem Ausland.

## drupa-Songs
1986 wurde erstmals zu einer drupa ein Musikstück komponiert. Seit dem Jahr 2000 gibt es zu jeder Veranstaltung einen sogenannten drupa-Song. Das Lied für 2012 und 2016 wurde von Dirk Zeisler gesungen.